# Thressa spuria
Thressa spuria är en tvåvingeart som först beskrevs av Thomson 1869.  Thressa spuria ingår i släktet Thressa och familjen fritflugor. Inga underarter finns listade i Catalogue of Life.